# 1942: La gran ofensiva
1942: La gran ofensiva (títol original en rus: Ржев, Rjev) és una pel·lícula de cinema bèl·lic russa de 2019 dirigida per Ígor Kopílov. Basada en la història de Viatxeslav Kondràtiev Iskupit kroviu («Искупить кровью»; traduible com a 'A redimir amb sang') es va estrenar per televisió el 8 de maig de 2020 al canal Rússia 1. La pel·lícula es va doblar al català oriental, i també al valencià per a À Punt.

## Sinopsi
La pel·lícula parla d'un dels episodis de les batalles de Rjev al Front Oriental de la Segona Guerra Mundial. Una companyia de soldats soviètics, després d'haver patit grans pèrdues, ocupa el poble d'Ovsiannikovo i rep l'ordre del comandament de mantenir-lo a qualsevol preu. L'acció té lloc al llarg d'un dia i l'empresa dona suport a l'atac infructuós dels veïns al poble d'Usovo mentre que, al soterrani de l'església d'Ovsiannikovo, els soldats troben els cadàvers dels residents locals afusellats pels soldats nazis del Tercer Reich. Durant el transcurs resulta que un dels soldats és un criminal que es va apropiar de documents d'altres persones, però els seus companys decideixen no extradir-lo. Un «oficial especial» apareix al poble, enviat allà amb relació a uns fulletons escampats des d'un avió alemany demanant la rendició. Troba aquests fullets d'un dels soldats i l'arresta com a traïdor. Tanmateix, en el camí pel camp, l'oficial especial és ferit, de manera que tant ell com la persona detinguda (un soldat anomenat «Papaixa») s'amaguen als cràters i esperen la nit.
Aviat, els alemanys llancen un contraatac a Ovsiannikovo i Papaixa mata a dos metralladors enemics i obre foc contra els atacants des del darrere, però encara ocupen l'església; Papaixa i l'oficial especial intenten fer-se amb els seus i moren. Els alemanys decideixen no atacar més, sinó bombardejar Ovsiannikovo amb mines. La seva conversa és escoltada per un dels soldats soviètics i informa el comandant de la companyia. Ordena marxar del poble, queda per cobrir la retirada amb dos combatents més, i després del bombardeig, també marxa. El tinent coronel li ordena que recuperi immediatament Ovsiannikovo amb els soldats supervivents. Explica al comandant de la companyia que el cop principal es donarà en un altre lloc, i ara els alemanys han de creure que la direcció principal és precisament Ovsiannikovo. Al final, la companyia amb poc personal marxa per un camp nevat a la nit fins a un poble envoltat de flames.

## Repartiment
| Intèrpret            | Personatge                                              | Veu en català  |
| -------------------- | ------------------------------------------------------- | -------------- |
| Serguei Jàrkov       | comandant de companyia Ievgueni Ílitx                   | Francesc Belda |
| Aleksandr Gorbàtov   | Ivan Bassov                                             | Claudi Domingo |
| Aleksandr Bukhàrov   | sergent Sissoiev                                        | Mark Ullod     |
| Ivan Batàrev         | Kòstia Kartsev                                          | David Jenner   |
| Arseni Semiónov      | comissari Efim Zorin                                    | Eduard Itchart |
| Oleg Gaianov         | Matxikhin                                               | Domènec Farell |
| Grigori Nekrassov    | Rikov, tinent junior del departament especial de l'NKVD | desconeguda    |
| Ígor Grabuzov        | Jurkin                                                  | desconeguda    |
| Aleksandr Aravuixkin | Petrovitx «Papaixa»                                     | Jordi Varela   |
| Dan Rozin            | Viktor Somov                                            | Jaume Cuartero |
| Andrei Korovnitxenko | tinent coronel Larionov                                 | Oriol Rafel    |
| Roman Gribkov        | Uixakov                                                 | desconeguda    |
| Piotr Logatxov       | Mikola Vlassiuk                                         | Àlex Molina    |
| Ievgueni Liamin      | Ielisseiev                                              | desconeguda    |
| Aleksandr Plaskin    | capità Riabinin                                         | Pep Ribas      |
| Veus                 | Veus addicionals                                        | Lluís Gustems  |

## Producció
La pel·lícula està basada en la història Iskupit kroviu de l'escriptor avantguardista Viatxeslav Kondràtiev, publicada per primera vegada a la revista Znàmia el 1991. La història, en contrast amb les primeres obres de l'escriptor i la seva principal Saixka, va ser considerada feble pels crítics literaris. Per exemple, la revista Literaturnoie obozrenie va assenyalar que encara que conté molts detalls de la vida de primera línia estimada per a l'escriptor, no té caràcter, ja que es presta a tornar a explicar la història de la pel·lícula „Saixku“ tak ne pereskajeix (el relat de Saixka, també relacionat amb les batalles de Rjev, es va rodar el 1981).
La pel·lícula va ser posicionada inicialment pels seus creadors com a «una pel·lícula extremadament honesta i veraç sobre la guerra», si bé no hi ha ni un sol paper femení.
El lloc de rodatge és el territori del camp d'artilleria de Rjev, prop de Sant Petersburg. La imatge estava planejada per ser rodada prop de Rjv, al poble d' Ovsiannikovo, però a causa de la manca d'habitatges prop del lloc de rodatge, es va decidir passar el rodatge a prop de Sant Petersburg. Es va construir un poble en un camp d'entrenament militar, algunes cases van ser desmantellades en pobles abandonats de Tver i transportades a Sant Petersburg per recrear l'autèntic aspecte del poble.
Els cineastes van decidir no desviar-se del realisme, de manera que no es van utilitzar efectes especials a les escenes de batalla. Per aconseguir aquests efectes de realitat, segons els autors de la pel·lícula, a vegades el rodatge es va fer amb temperatures de –30 graus Celsius. No obstant això, aquestes temperatures són impossibles ja que, durant aquest període, els hiverns prop de Sant Petersburg van ser càlids: ni el 2018 ni el 2019 a l'hivern, fins i tot de nit, la temperatura no va baixar de -13 graus Celsius.

## Estrena
El 14 de novembre de 2019 es va presentar el primer tràiler i pòster. La primera projecció de la pel·lícula va tenir lloc el 27 de novembre de 2019 a la ciutat titular, Rjev, i el 30 de novembre va tenir lloc la segona estrena a Moscou, on la pel·lícula va rebre la visita del ministre de Cultura rus Vladímir Medinski, que va expressar: «El fet que la vigília del 75è aniversari del Dia de la Victòria tinguem una pel·lícula sobre Rjev és molt simbòlic. Aquesta pel·lícula és un homenatge. Des del fons del meu cor vull donar les gràcies als creadors, a tots els que van participar en el rodatge, als que van posar la seva força, ànima, en la creació d'aquesta pel·lícula».
La pel·lícula es va publicar el 5 de desembre de 2019 i, durant el primer cap de setmana, va ocupar el cinquè lloc pel que fa al nombre d'espectadors i tarifes a Rússia: la pel·lícula va ser vista per més de 150.000 persones i els beneficis van ascendir a més de 38,5 milions de rubles.

## Recepció
La pel·lícula, juntament amb T-34 i Dvijénie verkh, va ser inclòs a la llista de les millors pel·lícules del 2019, compilada pel Centre d'Investigació de l'Opinió Pública de tot Rússia, com a part d'una revisió analítica dedicada al final de l'any.
El públic que va veure la pel·lícula als cinemes va donar crítiques majoritàriament positives en entrevistes amb representants dels mitjans. Moltes persones van notar efectes visuals espectaculars en escenes de batalla i van observar una forta intensitat emocional i d'intriga. Alguns espectadors van cridar l'atenció sobre l'absència d'actors famosos i van destacar el joc de Serguei Jàrkov en el paper de comandant de companyia.
Alguns espectadors van trobar petites imprecisions a la pel·lícula. La publicació Regnum va cridar l'atenció sobre la crítica de l'espectador, que va veure en l'obra una semblança amb les pel·lícules d'acció del cinema dels Estats Units: «Un soldat desarmat de l'Exèrcit Roig captura una metralladora alemanya i n'extingeix cinquanta Fritz com Schwarzenegger o Stallone. No obstant això, aquests desavantatges no fan malbé el panorama general».